# The Trip (Six Feet Under)
"The Trip" es el undécimo episodio de la primera temporada de la serie de televisión dramática estadounidense Six Feet Under. El episodio fue escrito por el productor Rick Cleveland y dirigido por Michael Engler. Se emitió originalmente en HBO el 12 de agosto de 2001.
La serie está ambientada en Los Ángeles y retrata la vida de la familia Fisher, que dirige una funeraria, junto con sus amigos y amantes. Explora los conflictos que surgen después de que el patriarca de la familia, Nathaniel, muere en un accidente automovilístico. En este episodio, David, Nate y Brenda asisten a una conferencia en Las Vegas, mientras Federico se ocupa del funeral de un bebé. Mientras tanto, Ruth lucha por mantener su lugar en la florería, mientras Claire intenta que Gabe se sincere con ella.
Según Nielsen Media Research, el episodio fue visto por un estimado de 4,33 millones de espectadores en hogares y obtuvo una calificación de hogares de Nielsen de 4,0. El episodio recibió críticas positivas de los críticos, quienes elogiaron los temas y las actuaciones, aunque algunos tuvieron reacciones encontradas sobre las acciones de Billy en el episodio.

## Trama
Dos padres revisan a su bebé, Dillon, y el padre nota que se ve diferente. La madre le canta una canción de cuna a Dillon y luego se va, pero el bebé muere poco después de morir de síndrome de muerte súbita del lactante después de mirar fijamente el móvil de la cuna.
David (Michael C. Hall) y Nate (Peter Krause) se preparan para partir hacia la Conferencia de Directores de Funerarias de los Estados del Oeste en Las Vegas. Necesitando un descanso de Billy ( Jeremy Sisto), Brenda (Rachel Griffiths) decide unirse a ellos. Aunque Nate quiere aprovechar la oportunidad para criticar a Gilardi, David le aconseja que no lo haga, ya que podrían enfrentar una demanda por difamación. Se enfadan cuando descubren que Gilardi ha utilizado el trabajo de Federico para su presentación sin darle crédito. La presentación de David tiene poca asistencia y algunos incluso se quedan dormidos. Furioso, se desvía de sus notas, aprovechando la oportunidad para desacreditar a Kroehner y utilizar a Nathaniel como una buena influencia. El discurso de David recibe grandes elogios de otros directores de funerarias, quienes lo llevan a un club de striptease. Durante esto, Nate y Brenda recorren Las Vegas, pero Brenda se molesta cuando descubre que Billy se dirigió a la ciudad.
Claire (Lauren Ambrose) visita a Gabe (Eric Balfour) en un hospital en Barstow después de descubrir que sufrió una sobredosis de heroína. Gabe rechaza sus intentos de consolarlo, pero Claire sigue decidida a visitarlo, ya sea que él la quiera o no. Ruth (Frances Conroy) todavía está confundida después de descubrir la homosexualidad de David, y está aún más consternada cuando Nikolai (Ed O'Ross) la degrada a la caja registradora después de que sus arreglos florales provocan que los clientes se quejen de que son fúnebres. Ella asiste a una clase para aprender el modelo de propulsión y finalmente lo logra. Con David y Nate fuera, Federico (Freddy Rodríguez) debe hacerse cargo del caso de Dillon. Federico queda conmocionado por la muerte del bebé, ya que coincide con el próximo nacimiento de su hijo.
Los compañeros de David le consiguen un baile erótico, pero finalmente él revela su homosexualidad. Buscando compañía, contrata a un prostituto y tienen sexo en un estacionamiento. Sin embargo, son atrapados por la policía y posteriormente arrestados por tener relaciones sexuales en público. Al día siguiente, Keith (Mathew St. Patrick), que fue la única llamada telefónica de David, lo rescata. Keith limpia los antecedentes de David, pero le dice que busque ayuda. Luego David se va con Nate y Brenda, sin contarles sobre su arresto. De regreso a casa, Nate y Brenda recogen sus fotos y se sorprenden al descubrir que Billy irrumpió en su habitación y los fotografió desnudos y dormidos en la cama. En el hospital, Claire visita una vez más a Gabe y ambos proclaman su amor mutuo. Federico acompaña a su esposa Vanessa (Justina Machado) al hospital, donde ella da a luz a su hijo, Augusto.

## Producción

### Desarrollo
El episodio fue escrito por el productor Rick Cleveland y dirigido por Michael Engler. Este fue el primer crédito como guionista de Cleveland y el primer crédito como director de Engler.

## Recepción

### Audiencia
En su emisión original en Estados Unidos, "The Trip" fue visto por un estimado de 4,33 millones de espectadores en hogares, con una calificación de 4,0 en hogares. Esto significa que fue visto por el 4,0% de los hogares estimados del país, y fue visto por 4,09 millones de hogares. Esto representó una disminución del 22% en la audiencia con respecto al episodio anterior, que fue visto por 5,54 millones de espectadores en hogares con una calificación de 3,6 en hogares.

### Reseñas críticas
"The Trip" recibió críticas positivas de los críticos. John Teti, de The AV Club, escribió: "En el quirófano, después de que Vanessa se sometiera a una cesárea de emergencia, el rostro de Rico se contrae de alegría y alivio. Después de todo, este personaje está destinado a este mundo y Augusto Díaz tiene su comienzo".
Entertainment Weekly le dio al episodio una calificación de "B-", y escribió: "La rutina psicópata de Billy se está volviendo aburrida, y es demasiado pronto después del hermano de Gabe para volver al pozo del niño muerto. Pero Hall convierte el discurso anti-Kroehner de David en la convención en un tour de force, y su encuentro con una bailarina de regazo pechugona es un puntazo". Mark Zimmer de Digitally Obsessed le dio al episodio una calificación de 3.5 de 5, escribiendo "Ruth tiene dificultades para lidiar con la homosexualidad de David, o más específicamente su reticencia al respecto, e intenta ir más allá de los arreglos florales funerarios. David está teniendo dificultades con su sexualidad, lo que estalla en algunos malos momentos en Las Vegas. El muerto esta vez es un bebé muerto de SMSL, lo que causa algunas dificultades emocionales en el hogar".
TV Tome le dio al episodio una calificación de 8 sobre 10 y escribió: "Es realmente la acción en Las Vegas lo que mantendrá a los espectadores enganchados, mientras Nate, David y Brenda asisten a una conferencia de directores de funerales". Billie Doux de Doux Reviews le dio al episodio 3 de 4 estrellas y escribió: "Habría sido perfecto... excepto por Billy acechando a Brenda y tomando fotos de Brenda y Nate dormidos en la cama. ¿Y eso nos mostró dónde estaba la cabeza de Billy, o qué? Él está tan enamorado de Brenda. Y Brenda estaba llegando a su punto de quiebre. Ya era hora, también. Billy podría matar a alguien". Television Without Pity le dio al episodio una calificación de "A–".
En 2016, Ross Bonaime de Paste lo clasificó en el puesto 30 de su ranking de episodios de la serie y escribió: "“The Trip” ofrece a los personajes de Six Feet Under algunos altibajos intensos, así como también momentos increíblemente bajos. En un viaje a Las Vegas para una conferencia de directores de funerarias, David se enfrenta, una vez más, a Kroener... pero luego es arrestado por tener sexo con una prostituta en público. Nate y Brenda se toman unas vacaciones muy necesarias que parecen una idea fantástica, hasta que se dan cuenta de que Billy los está acosando. Mientras tanto, en casa, Claire finalmente encuentra a Gabe, descubre que tiene una sobredosis, admite que lo ama y se sumerge de lleno en una terrible elección de relación, mientras que Rico tiene que preparar a un bebé para un funeral, una tarea que se vuelve aún más difícil porque su propio bebé está en camino. A medida que la primera temporada se acerca a su fin, “The Trip” comienza a poner las piezas en su lugar para el final de temporada climático".

### Reconocimientos
Freddy Rodríguez y Lauren Ambrose fueron nominados por este episodio a Mejor Actor de Reparto en una Serie Dramática y Mejor Actriz de Reparto en una Serie Dramática en los 54º Premios Primetime Emmy. Perderían respectivamente ante John Spencer y Stockard Channing por The West Wing.